# 阿维斯·努里贾扬
阿维斯·索霍莫尼·努里贾扬（亚美尼亚语：Ավիս Սողոմոնի Նուրիջանյան；1896年12月3日——1928年9月16日），布尔什维克主义革命家，亚美尼亚苏维埃社会主义共和国政治人物，社会活动家。曾在1920年到1921年短暂任职社会主义亚美尼亚的军事人民委员和内务人民委员。他以在亚美尼亚苏维埃化后所执行的，主要针对前达什纳克成员的残酷镇压而著称。

## 生平

### 早年政治生涯
1896年12月3日，努里贾扬生于俄罗斯帝国叶利扎维特波尔（今占贾）瓦查甘村（现属卡潘市）的一个农民家庭。他毕业于舒沙实业学校，1913年到1917年就读于基辅商业学院经济系。此阶段他参加了俄军，在高加索战线服役。1917年他辍学投身革命事业，加入了达什纳克。1918年，他退出达什纳克并加入俄国共产党（布尔什维克），开始积极参与外高加索的地下苏维埃组织工作。他参与了三月事件，并加入了短命的巴库公社政府。巴库公社崩溃后，他于1919年夏天被捕并被逐出阿塞拜疆。
离开阿塞拜疆后，他在亚历山德罗波尔（今久姆里）成为了当地苏维埃组织的领袖。1920年1月，他被选入俄共（布）的亚美尼亚委员会。1920年5月，他与其他亚美尼亚布尔什维克认为时机已经成熟，发动了试图颠覆亚美尼亚第一共和国政府的五月起义。起义最终被镇压，他则逃亡此时已被苏俄控制的阿塞拜疆。
1920年9月，他被选入亚美尼亚共产党中央委员会。1920年11月，苏俄红军开入亚美尼亚，他被选为领导社会主义亚美尼亚的“亚美尼亚革命委员会”主席。亚美尼亚苏维埃社会主义共和国建立后，他先后担任军事人民委员和内务人民委员。

### 红色恐怖时期
尽管苏俄红军在进入亚美尼亚时，向达什纳克政权许诺亚美尼亚现存各党派的政治人物将不会遭到迫害。但努里贾扬等人急于报当初五月起义的一箭之仇，并希望彻底摧毁达什纳克“资产阶级，民族主义政权”的残余。1920年12月，他在巴库发表声明，声称“对达什纳克最无情的战争是我们革命的最主要目标。”1921年1月，在他的支持下，血腥的针对第一共和国政治人物的政治迫害开始了。大量曾被许诺人身安全的达什纳克相关人士被逮捕，流放或直接处决。被认作亚美尼亚民族英雄的哈马扎斯普·萨万茨季扬曾参与过巴库公社运动，亦曾被邀请和布尔什维克政权合作。但因他在五月起义中参与了镇压行动，竟在1921年2月18日在埃里温监狱被斧头残忍砍死。亚美尼亚马克思主义作家巴赫希·伊什汉尼扬曾这样抨击努里贾扬和他所领导的红色恐怖风气：

“他是亚美尼亚的黑若斯达特斯（毁庙者）。一个受极端情绪驱使、头脑易激的病态人物，一个年轻的学生、彻头彻尾的施虐狂与退化者。直到1918年中，他仍是一个狂热的达什纳克，后来……靠着一切下作和卑劣的行为，试图向他的‘父辈’俄国人表明他比最正统者更忠诚、更狂热。正是阿维斯们统治了亚美尼亚，决定了国家的政治命运，而非卡西亚恩们。像阿维斯这样的类型才是中央鼓励和赞扬的对象，因为布尔什维克体制就是依靠他们建立和推进的。”
后世普遍认为，努里贾扬发动的大规模镇压，成为1921年二月起义的诱因。亚美尼亚山地共和国的抵抗让苏维埃共和国陷入了巨大的混乱。最终，亚历山大·米亚斯尼基扬被苏俄政府派往亚美尼亚平息局势，努里贾扬则被调任。

### 离开亚美尼亚与死亡
1923年，努里贾扬离开亚美尼亚，开始在列宁格勒（今圣彼得堡）和梁赞的党组织内工作。在苏联内部的权力斗争中，他选择支持托洛茨基的左翼反对派，因此他在1927年被开除出党。不过，1929年他又恢复了党籍。1930年，他回到外高加索地区，担任外高加索社会主义联邦苏维埃共和国的集体农庄中心主席，在第比利斯工作了一段时间。
1936年，苏联进入了大清洗时代，曾支持托洛茨基的努里贾扬也成为了大清洗的牺牲品。一些资料显示他于1937年被捕，并在当年死于狱中。其他资料表明他在1938年7月19日被判处死刑，并在1938年9月16日被执行枪决。